# Kanton Saint-Laurent-Médoc
Kanton Saint-Laurent-Médoc (fr. Canton de Saint-Laurent-Médoc) je francouzský kanton v departementu Gironde v regionu Akvitánie. Tvoří ho tři obce.

## Obce kantonu
- Carcans
- Hourtin
- Saint-Laurent-Médoc